# Вилађо Примавера (Алесандрија)
Вилађо Примавера (итал. Villaggio Primavera) је насеље у Италији у округу Алесандрија, региону Пијемонт.
Према процени из 2011. у насељу је живело 17 становника. Насеље се налази на надморској висини од 285 м.